# Mumuka
Mumuka är ett periodiskt vattendrag i Burundi.   Det ligger i provinsen Muyinga, i den nordöstra delen av landet, 130 km nordost om huvudstaden Bujumbura.
I omgivningarna runt Mumuka växer huvudsakligen savannskog. Runt Mumuka är det ganska tätbefolkat, med 96 invånare per kvadratkilometer.